# ساخارین

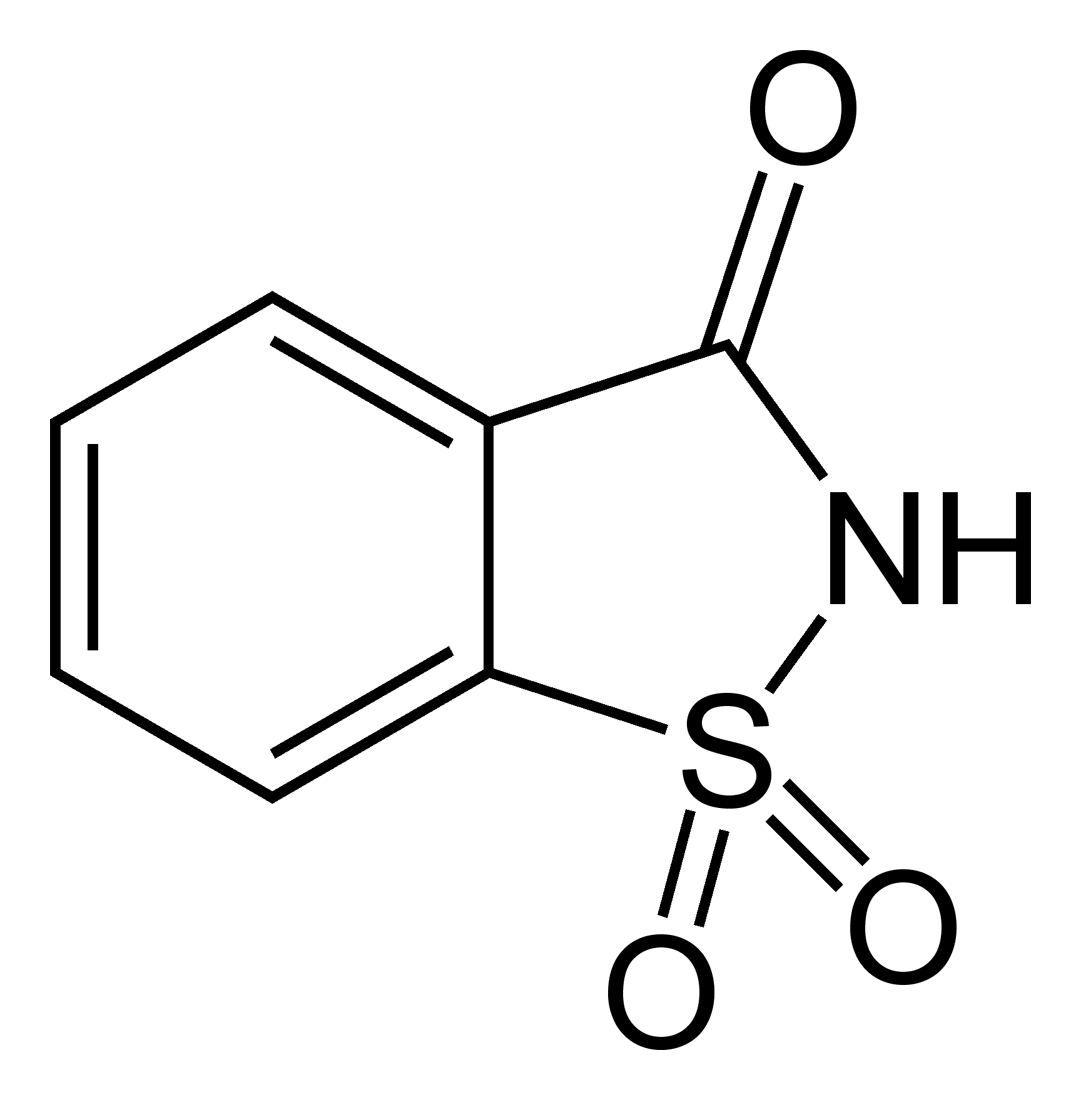
فرمول شیمیایی ساخارین

ساخارین (وام واژه از روسی: Сахарин) نوعی شکر مصنوعی است،
ساخارین یک شیرین‌کننده مصنوعی است که برای اولین بار در سال ۱۸۷۹ توسط کنستانتین فالبرگ، دانشجوی شیمی دانشگاه جانز هاپکینز، کشف شد. وی این ماده را کاملاً تصادفی و هنگام کار روی ترکیبات کُلتار (قطران زغال سنگ) پیدا کرد. ساخارین، که از لحاظ شیمیایی به عنوان بنزوئید سولفیمید شناخته می‌شود، تقریباً ۳۰۰ تا ۵۰۰ برابر شیرین‌تر از ساکارز (شکر معمولی) است و از آن‌جایی که بدن انسان آن را متابولیزه نمی‌کند، کالری ندارد.
از زمان کشف آن، ساخارین به عنوان جایگزینی برای شکر در محصولات بسیاری استفاده شده است، از جمله نوشابه‌های رژیمی، آدامس بدون قند و دیگر خوراکی‌ها. استفاده از ساخارین به خصوص در دوران جنگ‌های جهانی زیاد شد، زمانی که شکر کمیاب بود و جایگزین‌های مصنوعی مورد نیاز بودند.
با این حال، در دهه‌های بعد، نگرانی‌هایی در مورد ایمنی ساخارین و ارتباط آن با سرطان در مطالعات حیوانی بالا گرفت. در سال ۱۹۷۷، ایالات متحده تلاش کرد تا استفاده از ساخارین را ممنوع کند، اما به دلیل مخالفت‌های عمومی و نیاز به شیرین‌کننده‌های کم‌کالری، به جای آن برچسب هشدار دهنده به محصولات حاوی ساخارین اضافه شد. اما، پس از تحقیقات بیشتر و بازبینی‌های علمی، در سال ۲۰۰۰، ایالات متحده ساخارین را از فهرست مواد سرطان‌زا حذف کرد.
از لحاظ شیمیایی، ساخارین از نظر ساختاری نسبت به دیگر شیرین‌کننده‌های مصنوعی منحصر به فرد است. این ترکیب بدون بو و بی‌رنگ، در آب به خوبی حل می‌شود و می‌توان آن را در دماهای بالا استفاده کرد، بنابراین برای پخت و پز مناسب است.
در حال حاضر، ساخارین در بسیاری از کشورها به عنوان شیرین‌کننده‌ای ایمن و موثر شناخته می‌شود و در محصولات بسیاری به کار رفته است. با این حال، این شیرین‌کننده مانند دیگر شیرین‌کننده‌های مصنوعی، باید به صورت متعادل مصرف شود، زیرا برخی از افراد ممکن است به آن حساسیت داشته باشند یا تجربه طعم فلزی در دهان خود داشته باشند.

## تاریخچه
ساخارین اولین قند مصنوعی بود که به‌طور تصادفی در سال ۱۸۷۹ میلادی توسط کنستانتین فالبرگ، هنگامی که روی یک ماده نگهدارنده غذایی جدید کار می‌کرد، کشف شد. در طی جنگ جهانی دوم به دلیل کوپنی شدن شکر میزان مصرف ساخارین افزایش پیدا کرد و تا سال ۱۹۱۷ ساخارین در آمریکا و بعد از آن در اروپا نیز استفاده شد.

## نام‌های دیگر
ساخارین را در انگلیسی: Saccharin ساکرن گویند. نام‌های دیگر ساخارین این ترکیب با نام‌های E954 و بنزوئیک سولفینید نیز شناخته می‌شود.

## صفات

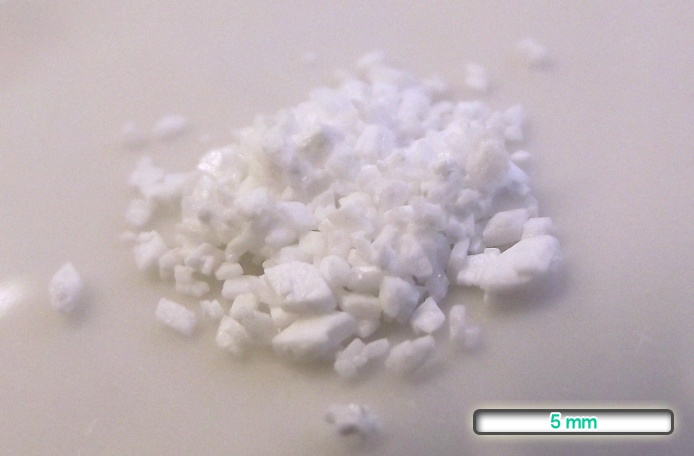
تصویر نمایش داده شده، کریستال‌های سفیدرنگ ساخارین را نشان میدهد

ساخارین شامل ریزبلورهای سفید رنگی با دمای ذوب ۲۲۴ درجه سانتیگراد هستند. ساخارین ۱۶۱ برابر شیرین‌تر از شکر بوده یعنی دارای MRS 161 است (MRS شیرینی وابسته به مولار است) و بر خلاف شکر کالری کمی داشته و سبب افزایش قند خون نمی‌شود.
تولید ساخارین آسان بوده، در مقابل حرارت پایدار می‌باشد.
علی‌رغم مخالفت‌هایی که با تولید آن شده هنوز هم به میزان زیادی در جهان تولید می‌شود عده‌ای بر این باورند که مصرف ساخارین باعث سرطان می‌شود.
از مهم‌ترین دلایلی که باعث شد این شیرین‌کننده در بخش صنعت کنار گذاشته شود، وجود مزه تلخ آن بود؛ که امروزه بخاطر از بین بردن تلخی آن، این ماده را با شیرین‌کننده دیگری بنام cycyckinat یا سدیم سیکلمات مخلوط می‌نمایند. نکته قابل توجه در مورد این شیرین‌کننده پائین بودن قیمت آن در بازار جهانی است.

## منبع
1. در مقاله‌ای منتشر شده توسط **Science History Institute**, جزئیاتی در مورد کشف ساخارین و تاثیرات تاریخی و صنعتی آن بیان شده است. این منبع به بررسی تلاش‌های صنایع برای مقابله با ممنوعیت استفاده از ساخارین پرداخته و نقش این ماده در دوران‌های مختلف تاریخی را توضیح می‌دهد.
  [Science History Institute - Saccharin History](https://www.sciencehistory.org/the-pursuit-of-sweet)
2. در **Center for Science in the Public Interest**, اطلاعاتی درباره خطرات احتمالی ساخارین و تغییرات در قوانین مرتبط با آن ارائه شده است. این منبع به مطالعاتی اشاره می‌کند که ساخارین را به بروز سرطان در حیوانات مرتبط می‌دانند و توضیح می‌دهد چگونه این شیرین‌کننده از فهرست مواد سرطان‌زا حذف شده است.
  [Center for Science in the Public Interest - Saccharin](https://cspinet.org/saccharin)
3. **American Chemical Society** نیز مطالبی در مورد کشف و تاریخچه ساخارین ارائه داده است. این منبع به شرح کشف این ماده توسط فالبرگ و توسعه تجاری آن در آلمان می‌پردازد.
  [American Chemical Society - Saccharin](https://www.acs.org/content/acs/en/molecule-of-the-week/archive/s/saccharin.html)
1. ↑  Merck Index, 11th Edition, 8282.